# Maria Goeppert-Mayer
Maria Gertrud Goeppert-Mayer (Katowice, 28 juni 1906 – San Diego, 20 februari 1972) was een in het Duitse Rijk geboren Amerikaanse theoretisch natuurkundige. In 1963 ontving ze de Nobelprijs voor de Natuurkunde tegelijk met Eugene Wigner en samen met Hans Jensen "voor hun ontdekkingen betreffende de schilstructuur van de atoomkern." Ze was de tweede vrouwelijke winnaar van de Nobelprijs voor de Natuurkunde, na Marie Curie in 1903.

## Biografie
Maria Gertrud Göppert werd geboren in Katowice, Opper-Silezië, als enig kind van Friedrich Göppert en Maria Wolff. Het gezin verhuisde in 1910 naar Göttingen toen haar vader een aanstelling aangeboden kreeg als hoogleraar kindergeneeskunde aan de universiteit aldaar. Haar vader was voor die tijd een vooruitstrevend persoon die geloofde in gelijke kansen voor jongens en meisjes, en stimuleerde Maria om alles uit haar opleiding te halen.
Göppert bezocht privé en openbare scholen in Göttingen en kreeg een uitstekende opleiding. Temeer omdat ze omringd was met studenten en docenten van haar vaders universiteit, waaronder de latere Nobelprijswinnaars Enrico Fermi, Werner Heisenberg, Paul Dirac en Wolfgang Pauli, terwijl wiskundige David Hilbert haar naaste buurman was. Haar vader plaatste haar op een door suffragettes gerund private Frauenstudium, die meisjes voorbereidde voor het Abitur, het toelatingsexamen voor de universiteit. Ondanks dat deze school in de jaren twintig de deuren sloot vanwege de hyperinflatie van de Weimarrepubliek bleven de docenten les geven aan hun pupillen.
In 1924 slaagde Göppert voor haar toelatingsexamen en kon ze de universiteit betreden met de bedoeling om wiskundige te worden. Maar nadat ze een seminarie van Max Born had gevolgd, stapte ze over naar de natuurkunde. Onder haar hoogleraren waren drie toekomstige Nobelprijswinnaars: Born, James Franck en Adolf Windaus. Een jaar bracht ze door in Cambridge, om aan het Ginton College Engels te leren maar ze ontmoette er ook Ernest Rutherford. In 1930 rondde Mayer haar wetenschappelijke promotie af (over twee-fotonexitatie). Nog datzelfde jaar trad ze in het huwelijk met de fysisch-chemicus Joseph Edward Mayer (1904-1983), de assistent van James Franck. Het jaar daarop verhuisde het koppel naar de Verenigde Staten, het geboorteland van Mayer.
De jaren daarna werkte Goeppert-Mayer onofficieel of als onbezoldigd assistent bij de universiteiten waar haar man hoogleraar was. Eerst bij de Johns Hopkins-universiteit in Baltimore (1931-39), vervolgens bij de Columbia-universiteit (1940-46) en ten slotte bij de universiteit van Chicago. Het was de tijd van de grote depressie en geen enkele universiteit wilde vanwege het anti-nepotismebeleid de echtgenote van een hoogleraar aannemen. In Amerika kreeg ze ook haar twee kinderen, in 1933 werd dochter Maria-Ann geboren en vijf jaar later zoon Peter Conrad.

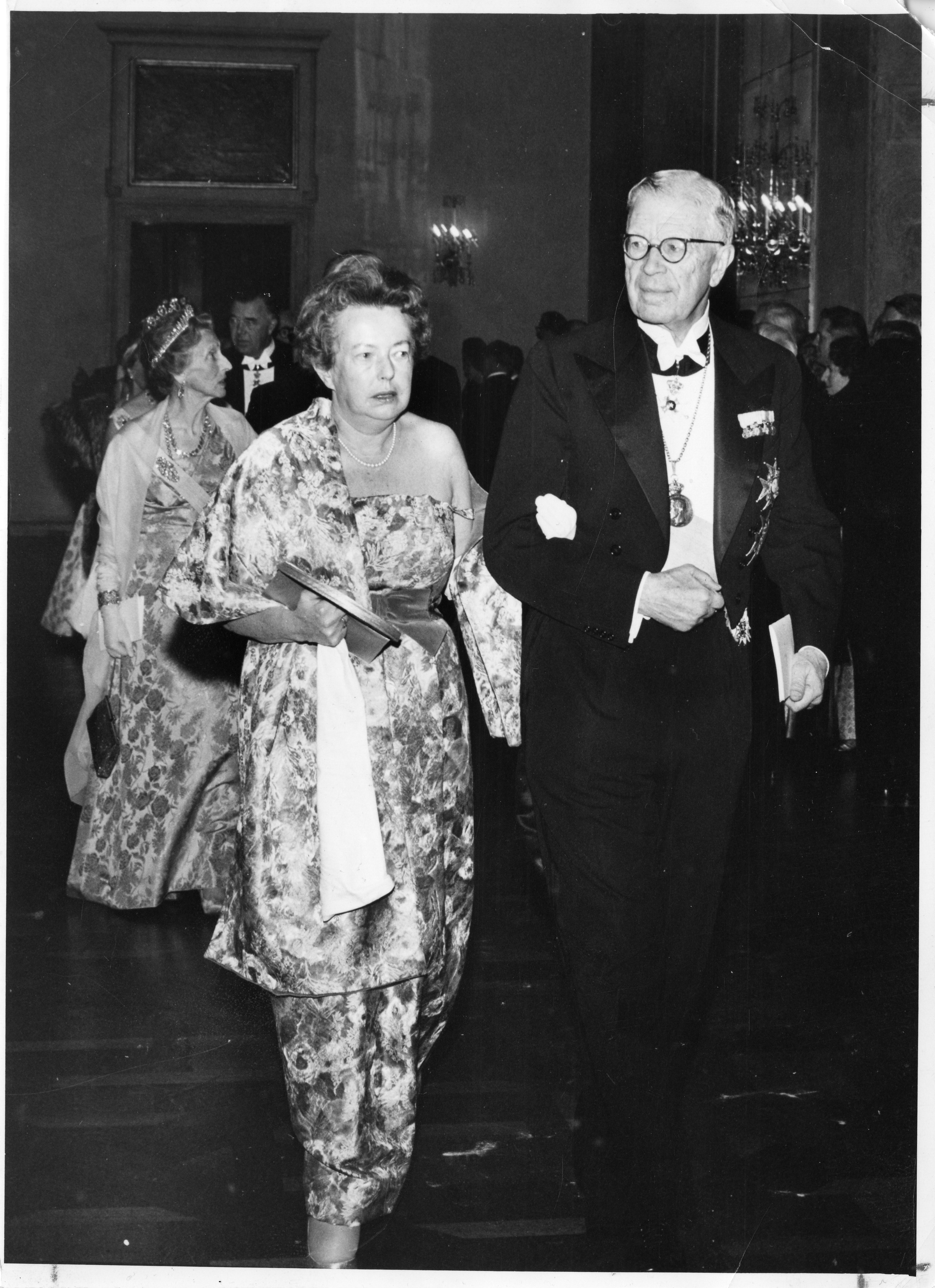
Maria Goeppert-Mayer tijdens de ceremonie van de Nobel prijs in 1963, naast Koning Gustaf Adolf.

Desondanks kon ze onderzoek doen naar energieoverdracht van vaste oppervlaktes, samen met de natuurkundige Karl Herzfeld met wie ze samen met haar man enkele artikelen schreef. Aan Columbia werkte ze samen met chemici en fysici zoals Harold Urey, Willard Libby en Enrico Fermi. Tijdens de oorlog raakte ze bevriend met Edward Teller, een Hongaarse vluchteling die een belangrijke rol zou gaan spelen in de ontwikkeling van de waterstofbom, en waarmee zij samen aan het Mantattan Project zou werken.
Chicago was de eerste universiteit waar ze niet als een lastpost werd gezien (vanwege de heersende discriminatie tegen vrouwen) maar met open armen werd ontvangen, maar wederom kon men haar geen vaste positie aanbieden. Ze werd benoemd tot vrijwillig professor bij de faculteit natuurkunde en bij het Institute for Nuclear Studies. Daarnaast kreeg ze een positie bij het Argonne National Laboratory, ondanks haar weinige kennis van de kernfysica. Het was gedurende haar tijd bij Chicago en Argonne dat ze het wiskundige model ontwikkelde betreffende de structuur van atoomschillen, het werk waar ze – samen met Jensen – de Nobelprijs voor kreeg.
In 1960 werd Goeppert-Mayer benoemd tot (voltijds)professor natuurkunde aan de universiteit van Californië te San Diego, al bedroeg haar salaris slechts driekwart van dat van haar man. Hoewel ze kort na aankomst werd getroffen door een beroerte kon ze voor een aantal jaren haar onderzoek en het doceren toch voortzetten. Ze overleed in februari 1972 aan de gevolgen van een hartinfarct.

## Magische getallen

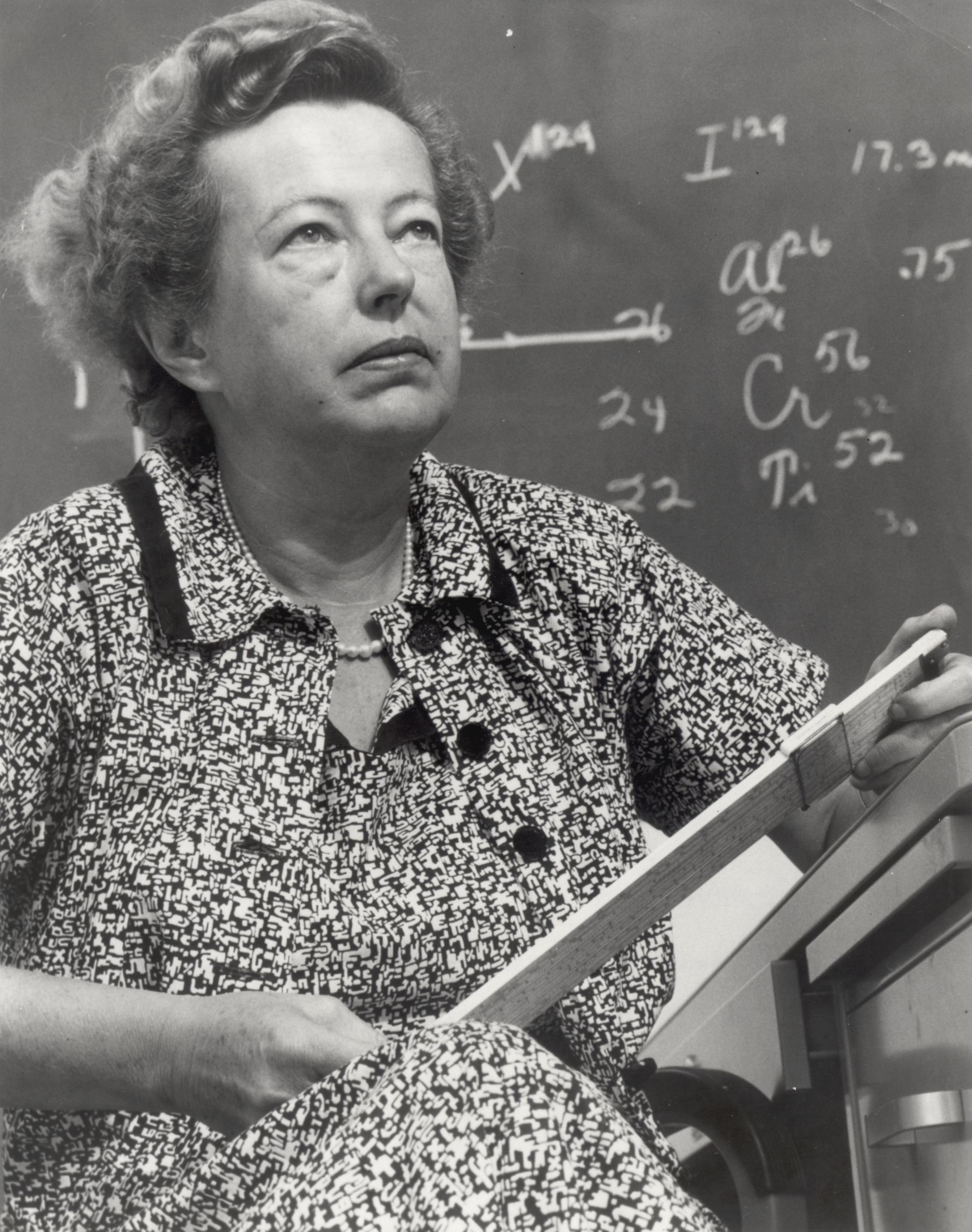
Portret van Maria Goeppert-Mayer

Het was Teller die Mayer vroeg om zijn theorie over de oorsprong van elementen nader te onderzoeken. Ze ontdekten dat bepaalde elementen, zoals tin en lood, veel stabieler waren dan op grond van de huidige theorie verklaard kon worden. Dit gold ook voor andere elementen. Toen Mayer het aantal neutronen en protonen in de kern van deze elementen nader bekeek zag ze dat bepaalde getallen steeds weer terugkwamen. Ze noemde deze getallen "magische getallen" en identificeerde er zeven: 2, 8, 20, 28, 50, 82 en 126. Ieder element dat een van deze getallen aan protonen of neutronen bezit is zeer stabiel. Kernen waarbij zowel het aantal protonen als het aantal neutronen een magisch getal zijn worden 'dubbel magisch' genoemd en zijn extra stabiel. Dit zijn onder andere 4He2, 16O8, 40Ca20, 48Ca20, 48Ni28 en 208Pb82.
Op basis van deze theorie ontwikkelde ze het schillenmodel van de atoomkern, waarin de kern opgebouwd is uit schilvormige lagen waarin de nucleonen bewegen. Ze publiceerde haar hypothese in het vakblad Physical Review. De Duitse fysicus Hans Jensen kwam onafhankelijk van haar tot dezelfde conclusie, maar diende zijn artikel twee maanden na haar in, bij hetzelfde vakblad. Het tijdschrift publiceerde zijn werk echter een aflevering voor dat van Mayer. Na een briefwisseling onderling besloten ze gezamenlijk een boek te schrijven: Elementary Theory of Nuclear Shell Structure (1955).

## Trivia
In 1991 werd een inslagkrater op de planeet Venus naar haar vernoemd.
- Bibsys: 90739524
- Catàleg d'autoritats de noms i títols de Catalunya: 981058527876106706
- CiNii: DA00788659
- Gemeinsame Normdatei: 119155680
- International Standard Name Identifier: 0000 0001 0986 5412
- Library of Congress Control Number: n87912011
- MusicBrainz: 17b0a521-f5e8-449f-9cfb-8ad401c6b838
- Mathematics Genealogy Project: 105781
- Bibliotheek van het Japanse parlement: 00449248
- Nationale Bibliotheek van Tsjechië: ntk20211109654
- Nationale bibliotheek van Australië: 35336679
- Nationale Bibliotheek van Israël: 987007455804105171
- Nationale Bibliotheek van Polen: a0000001250873
- Nederlandse Thesaurus van Auteursnamen: 073541494
- Réseau des bibliothèques de Suisse occidentale: 02-A003304146
- LIBRIS: 75175
- SNAC: w60p11z2
- Système universitaire de documentation: 113462123
- Trove: 916446
- Virtual International Authority File: 72197794
- WorldCat: E39PBJktr6q3mWypxcw9h4jt8C